# Burchell McPherson
Burchell Alexander McPherson (ur. 7 maja 1951 w Mavis Bank) – jamajski duchowny katolicki, biskup Montego Bay od 2013 do 2023. 

## Życiorys

### Prezbiterat
Święcenia kapłańskie otrzymał 23 czerwca 1991. Inkardynowany do archidiecezji Kingston, pracował duszpastersko w parafiach stolicy diecezji.

### Episkopat
11 kwietnia 2013 papież Franciszek mianował go biskupem diecezji Montego Bay. Sakry biskupiej udzielił mu 8 czerwca 2013 arcybiskup Donald Reece.
16 października 2023 papież Franciszek przyjął jego rezygnację z urzędu biskupa diecezji Montego Bay. 